# 農園ガーデン空
農園ガーデン空（のうえんガーデンそら）は、鹿児島県阿久根市多田454-2に位置する観光農園と庭園の複合観光施設。開業当初は、庭園エリアの呼称「ひみつの花園」で広報されており、案内看板等にはひみつの花園（ひみつのはなぞの）の表記が残っている。

## 概説
花と果樹・野菜・ハーブを混植した「ポタジェガーデン」をテーマとしており、園内には花だけでなくフルーツや野菜・ハーブも多く植えられ、普段見る機会の少ないフルーツの生育観察も出来る植物園の要素も取り入れられている。観光農園としては、12月から5月上旬に収穫期を迎えるイチゴの栽培に注力している他、イチジクやレモン、パッションフルーツ、ブルーベリーなどを少量多品種栽培して、収穫体験を開催している。園内敷地内には、観光農園・ガーデン・物産館・ゴルフ練習場・バッティングセンター・ジェラート製造所等がある。
2000年代に先行開業していたゴルフ練習場等のスポーツレジャー施設グリーンスポーツガーデンに隣接するエリアに、2016年（平成28年）ランドスケープデザイナー石原和幸デザイン・監修によるガーデンを造園して「ひみつの花園」として開園した。「ひみつの花園」開園当初に公開されたのは、現在の「石原ガーデンエリア」と「ツリーハウス」および敷地入口のテラコッタ園長2像のみであった。「ひみつの花園」の名称は、アメリカの小説家・劇作家フランシス・ホジソン・バーネットの作品である「The Secret Garden（邦題：秘密の花園）」が由来とされている。
2017年（平成29年）10月に現在の有料エリア入場口となる物産館棟ここマルシェを開業、同年12月にイチゴハウスを設置して翌年2月より「いちご狩り」収穫体験を開始。また施設内にジェラート工房を開設して農園栽培のイチゴや地元農産物を原料とするジェラート製造販売も開始。2018年（平成30年）4月に園内北側の紫尾山や周辺のみかん山群を望む高台にテラスカフェ空を開業。同年7月より、ガーデンエリアおよび農園エリアの外周を囲って有料入園制へと移行した。この際、これまでの「ひみつの花園」エリアと園内各施設（農園・カフェ・物産館・スポーツ施設等）を合わせた施設総称を農園ガーデン空として、以降その名称を公式広報に用いている。
施設開設が一番古いグリーンスポーツガーデンは、隣接しているが有料エリア外に位置するため、入園料は不要であり各スポーツ設備の個別使用料金のみで利用可能。また、入場口となる物産館ショップここマルシェ店内での買い物のみも入園料不要である。また、営業時間や休業日が異なることもあり「農園ガーデン空」の呼称は、紹介媒体によって、グリーンスポーツガーデンを含む場合と含まない場合がある。この「グリーンスポーツガーデン」は地元阿久根市舞台の映画「かぞくいろ RAILWAYS わたしたちの出発」のロケ地としても使用されたバッティングセンターがある。
施設オリジナルのイベントとしては農業体験・収穫体験の他にも、春からGW前後にかけて（鹿児島名産で阿久根港でも水揚げされるキビナゴをモチーフにした）ご当地こいのぼりの鹿児島・阿久根バージョンである「きびなごのぼり」の公開。園内ガーデンに数百個の風鈴が飾られる「風鈴まつり」。更に秋季には、鹿児島県内外のイラストレーター作品をガーデン内に展示公開する企画展示、屋外でのハロウィンコスプレイベント等が行われている。
2014年（平成26年）シーズンより、運営会社グループにてJリーグ鹿児島ユナイテッドFCをクラブサポーターとなり（2020年現在）オフィシャルスポンサーとして引き続き応援している。ホームゲームの行われる鹿児島県立鴨池陸上競技場（2018年より3年間は施設命名権取得の薩摩酒造により「白波スタジアム」と呼ばれている）には、農園ガーデン空のフィールド広告が掲出され、農園ガーデン空のジェラートを販売するキッチンカーも登場している。また、2019年（平成31年）3月には、同クラブ所属で阿久根市出身の兄弟選手中原秀人と中原優生参加のイベントを行った。

## 営業案内
- 営業時間： 平日：10:00 - 17:00　（季節により変動の場合あり）
- 休園日： ガーデン有料エリアは、原則火曜日。グリーンスポーツガーデンは無休
- 駐車場： 約90台、バス3台収容可能（事前予約制）
- 入園料：大人（中学生以上）300～1,000円、小学生200～500円、未就学児は無料。※20名以上で団体割引あり
- 年間フリーパス料金：1,600円～各種
- その他割引：民営施設のため、障碍者割引シニア割引等はない

## 主な施設と見学スポット
- ここマルシェ（物産館・ガーデニング雑貨店・ジェラートショップ）
- ツリーハウス
- 石原ガーデン（石原和幸監修エリア）
- 四季の庭
- 青の庭
- ポタジェ＆ハーブ
- 空飛ぶ子豚
- 楽園の小道
- こもれびの間
- 苔と盆栽
- ミニギャラリー小さな森
- 芝生ガーデン
- テラスカフェ空（レストランカフェ）
- 蜜そらちゃんロード
- ジェラート工房
- いちじく園
- マンゴーハウス
- トマトハウス
- レモン園
- いちごハウス
- キッズ広場
- グリーンスポーツガーデン（ゴルフ・卓球・バッティング）

## 主なイベントと体験アクティビティ
常催アクティビティ・イベント
- 間伐材ふくろうバッジの絵付け体験
- マトリョーシカの絵付け体験

季節のアクティビティ・イベント
- きびなごのぼり（4月中旬～5月中旬）
- 風鈴まつり（7月中旬～9月上旬）
- 風鈴の絵付け体験（夏季開催）
- クリスマスリース作り体験（冬季開催）
- 寄せ植え体験（不定期）
- ガーデンヨガ体験（不定期）

収穫体験アクティビティ・農イベント
- いちご狩り体験（12月下旬～5月上旬）
- ブルーベリー狩り体験
- トマト狩り体験
- イチジク狩り体験（8月下旬～10月上旬）
- レモン狩り体験（9月中旬～11月）

※果樹類の生育状況により、開催時期や参加募集人数は変動あり
過去にあったイベント
- ガーデンコンサート
- 苔玉づくり教室
- フラワーアレンジメント教室
- ハーブ料理教室
- 親子いちごパフェ作り体験
- アニソンライブ＠鹿児島
- ガーデンコスプレイベント
- ガーデンボランティア体験
- 親子田植え体験

## 交通アクセス
- 肥薩おれんじ鉄道阿久根駅から車で約8分。タクシー利用で約1500円程度[11]。
- 南国交通バス大林バス停から徒歩約20分。
- 福岡・熊本方面から：八代より、南九州西回り自動車道を使用して水俣インターチェンジで降り、国道3号を南進して出水インターチェンジから再び西回り道を経由して阿久根北インターチェンジで降りて約8分。
- 鹿児島市方面から：鹿児島インターチェンジや鹿児島西インターチェンジより、南九州西回り自動車道を使用して薩摩川内水引インターチェンジで降り、国道3号を北進して約40分。。

※カーナビで検索した場合、機種により「農園ガーデン空」や住所では検索されないことがある。施設側は「グリーンスポーツガーデン」での検索を案内している。

## 主な栽培品種
- 恋みのり（いちご）収穫体験あり
- 紅ほっぺ（いちご）収穫体験あり
- かおり野（いちご）収穫体験あり
- もういっこ（いちご）収穫体験あり
- リスボンレモン（レモン）収穫体験あり
- マイヤーレモン（レモン）収穫体験あり
- 桝井ドーフィン（いちじく）収穫体験あり
- ビオレソリエス（いちじく）収穫体験あり
- トマト　収穫体験あり
- ミント（ハーブ）
- バジル（ハーブ）
- レモングラス（ハーブ）
- ルッコラ（ハーブ）
- ブルーベリー　収穫体験あり
- マンゴー
- パッションフルーツ
- キウィ
- ムベ
- アーモンド
- ボンタン
- 晩白柚
- 栗
- ヒノヒカリ（水稲）

※収穫体験は、作物の生育具合により毎年開催できない場合あり

## ギャラリー

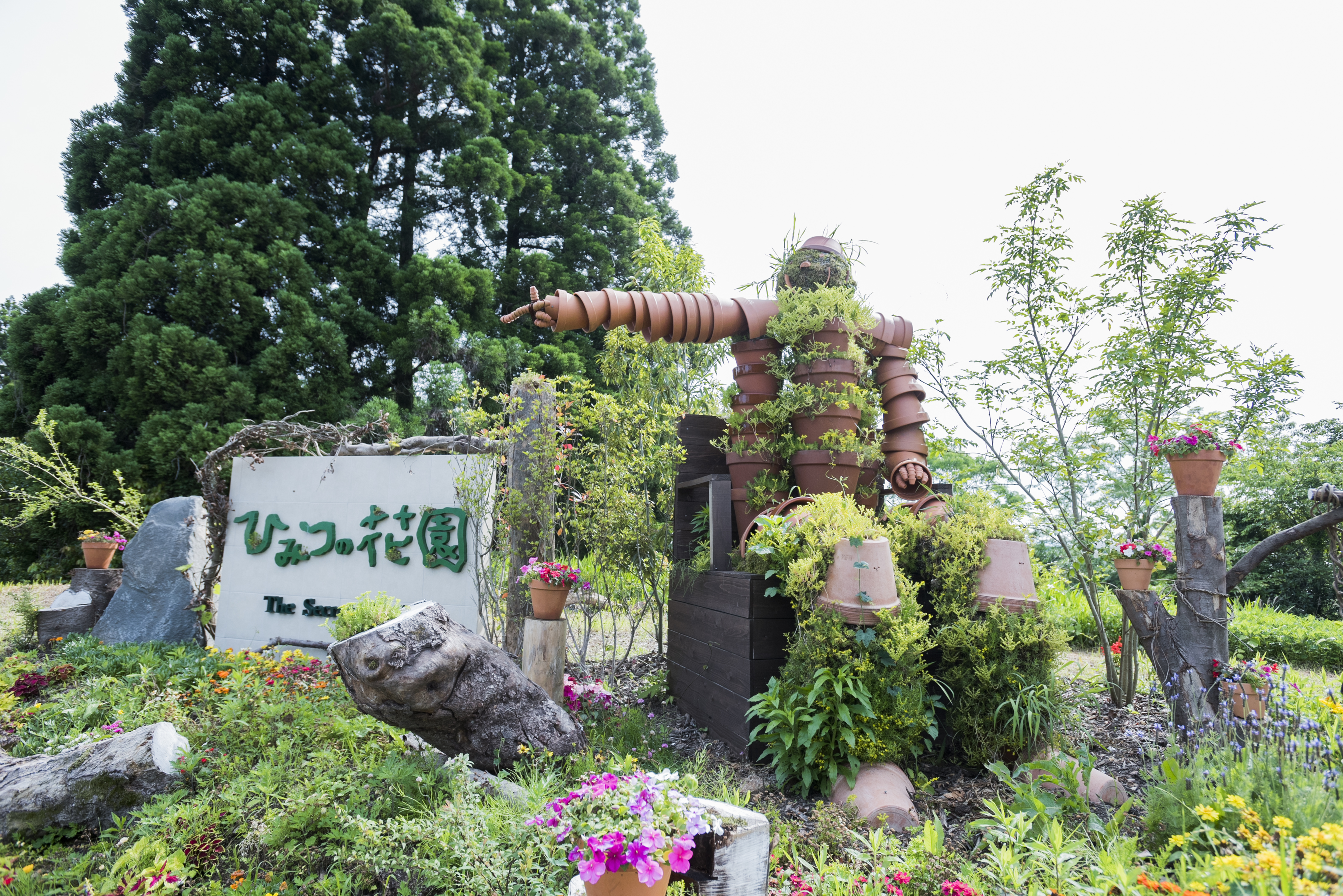
テラコッタ園長像
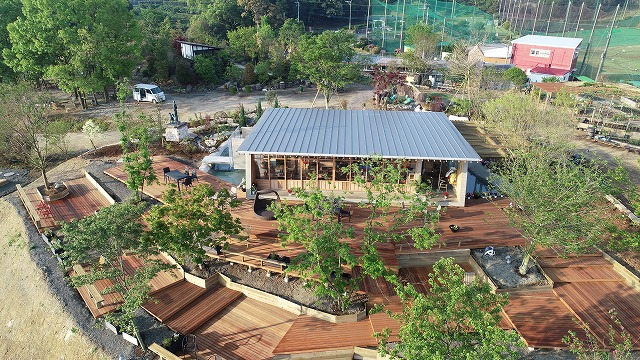
テラスカフェ空を北より空撮
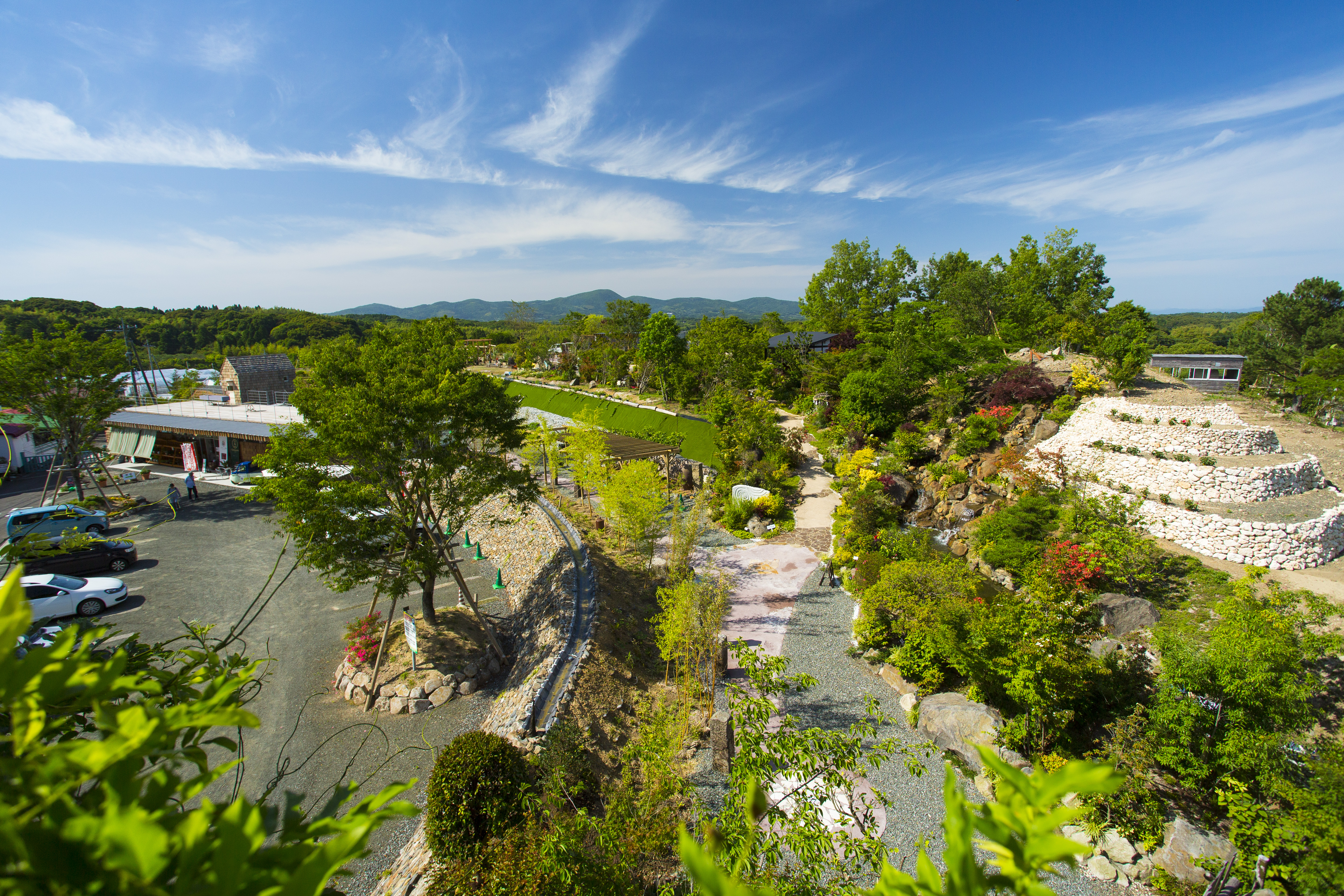
ツリーハウスからのガーデン眺望
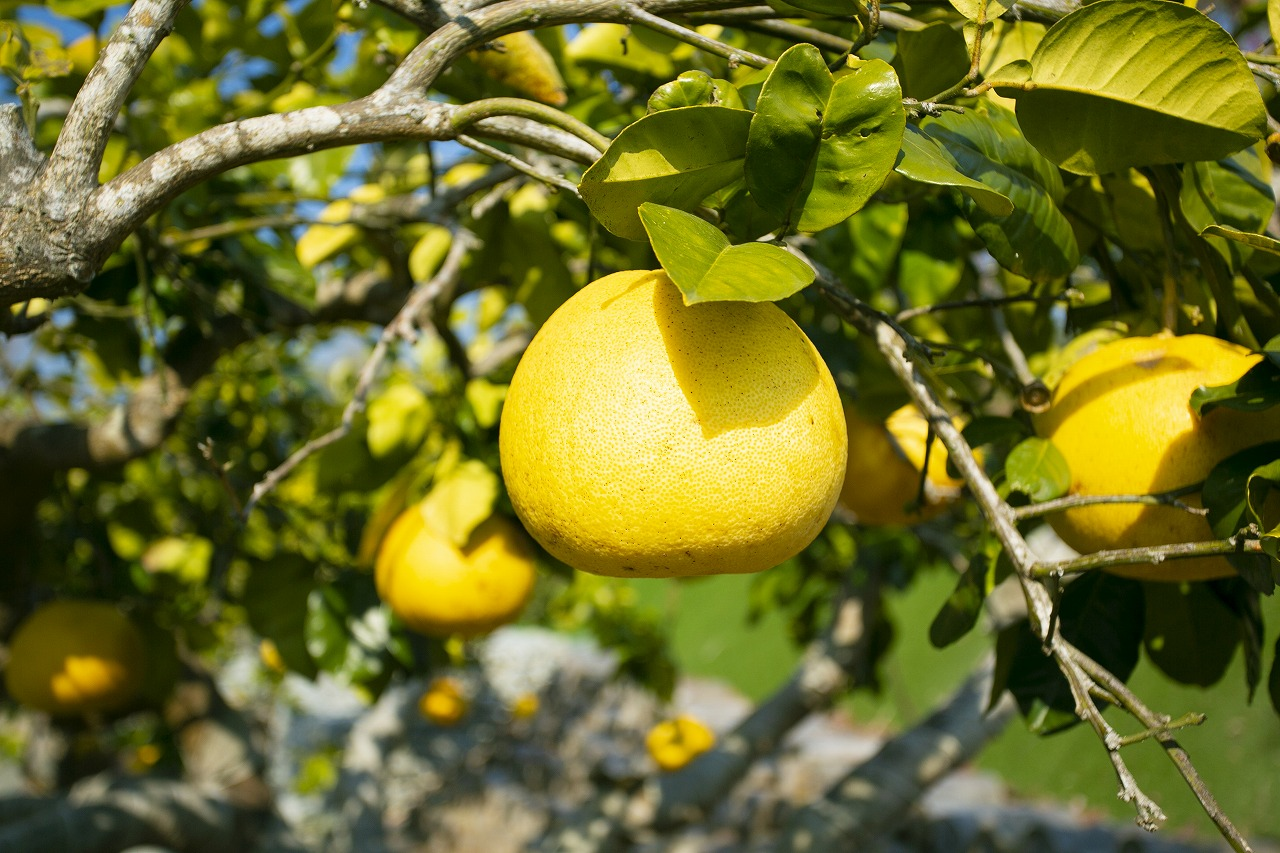
ガーデン内のボンタン
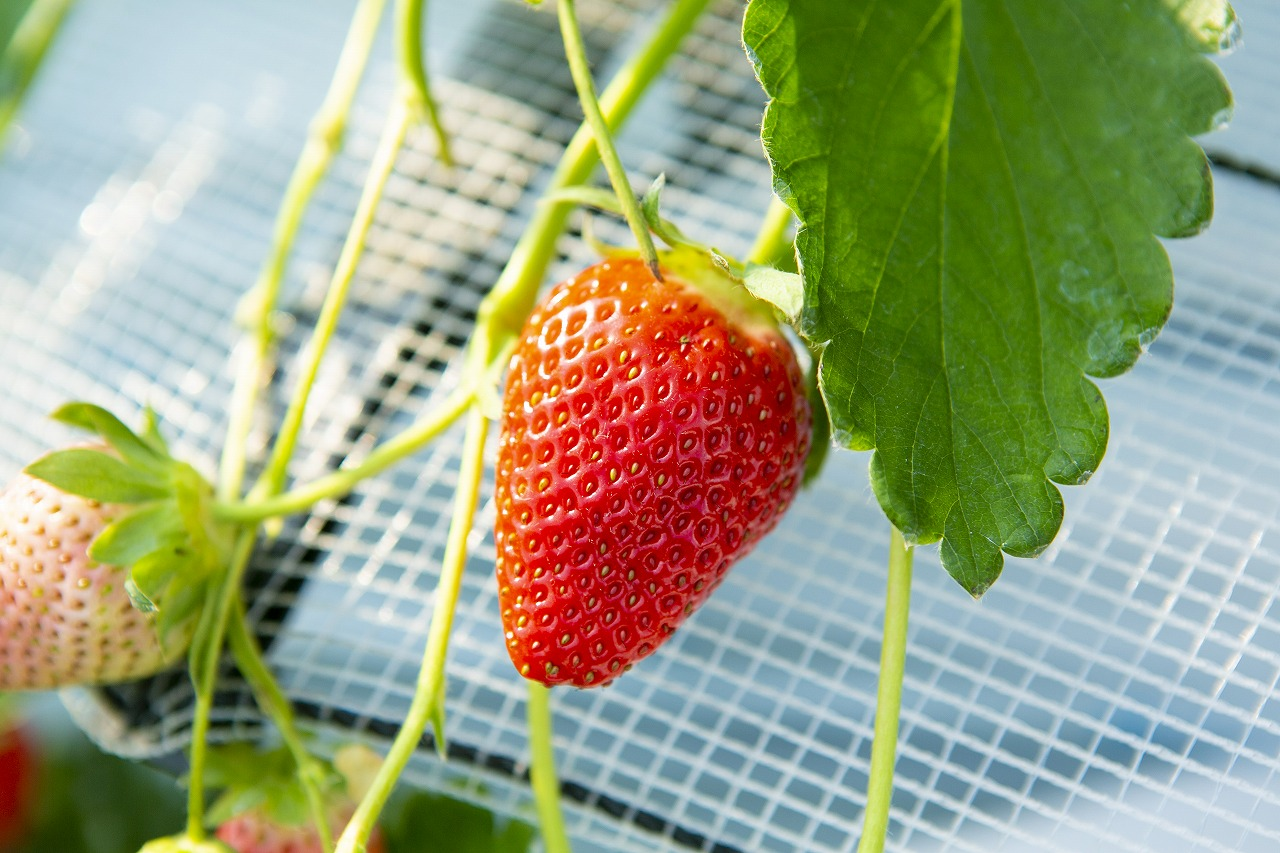
いちごハウス（いちご狩り）